# Acanthocephalus tumescens
Acanthocephalus tumescens är en hakmaskart som först beskrevs av Otto Friedrich Bernhard von Linstow 1896.  Acanthocephalus tumescens ingår i släktet Acanthocephalus och familjen Echinorhynchidae. Inga underarter finns listade i Catalogue of Life.